# Walter Forstmann
Walter Forstmann (Werden, 9 marzo 1883 – Essen, 2 novembre 1973) è stato un militare tedesco, distintosi come ufficiale della Kaiserliche Marine imbarcato sui sommergibili durante la prima guerra mondiale, dove venne decorato con l'Ordine Pour le Mérite. Nel corso del conflitto affondò 148 navi mercantili e una nave militare, per un totale di 391.607 GRT, e ne danneggiò altre 7, per un totale di 30.552 GRT.

## Biografia

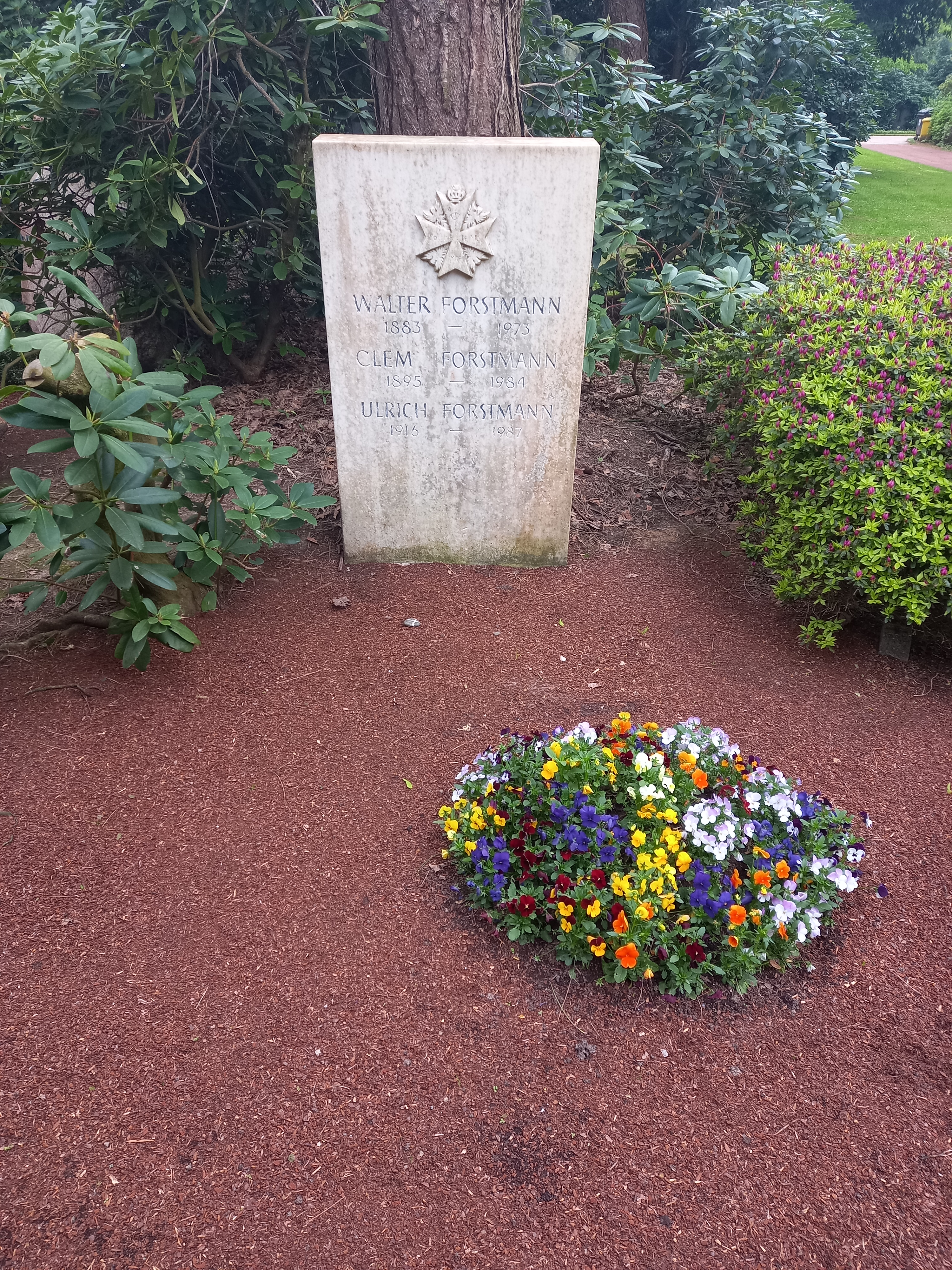
La tomba di famiglia di Walter Forstmann e di sua moglie Clem presso il cimitero di Bredeney, a Essen.

Nacque a Werden il 9 marzo 1883, figlio dell'ufficiale medico Gustav. Dopo aver frequentato il Burggymnasium di Essen, il 7 aprile 1900 entrò a far parte della Kaiserliche Marine come guardiamarina.
Nell'aprile dell'anno successivo ricevette l'addestramento basico alla navigazione, e durante questo periodo navigò a bordo delle navi della Marina Imperiale, tra l'altro nel Mar Mediterraneo e nelle acque intorno alla Gran Bretagna e alla Scandinavia. Nell'aprile 1901fu promosso Fähnrich zur See e frequentò poi l'Accademia navale di Kiel.
Nel 1903 si imbarcò sul transatlantico Kaiser Wilhelm der Große, e nell'agosto dello stesso anno fu promosso Leutnant zur See e successivamente prestò servizio come ufficiale di guardia sull'incrociatore leggero Ariadne. In qualità di ufficiale della I. Matrosen-Division a Kiel, nel 1905 prese parte alle prove in mare della nuova nave da battaglia Preussen.
Fu quindi ufficiale di guardia sull'incrociatore leggero Sperber e con esso fu di stanza nella colonia tedesca del Camerun. Alla fine di marzo 1906 fu promosso Oberleutnant zur See, e nel 1908 assunse il comando della torpediniera D 8. Per aver salvato un marinaio caduto in mare, gli fu assegnata la Rettungsmedaille il 25 agosto 1908. Il 1 ° ottobre 1909 fu assegnato alla forza sottomarina e salpò sotto il comandante Eberhard von Mantey come primo ufficiale sulla nave recupero sommergibili Vulkan. Durante questo periodo ricevette il suo addestramento all'imbarco sui sommergibili.
Il 1 maggio 1910 assunse il comando del sommergibile d'altura U 11, e promosso Kapitänleutnant il 10 aprile 1911 prese parte alle grandi manovre imperiali dell'estate 1912, venendo insignito dal Kaiser dell'Ordine dell'Aquila rossa di quarta classe. Quell'anno lo U 11, insieme allo U 5, intraprese un viaggio su lunga distanza di undici giorni in cui le due unità percorsero 300 miglia nautiche. Poiché i sottomarini tedeschi avevano precedentemente effettuato esercitazioni di navigazione fino ad un massimo di 50 ore, questo viaggio venne considerato un record, e nell'inverno dello stesso anno il Grande ammiraglio Alfred von Tirpitz, sulla base di questa esperienza, ordinò all'intera I. U-Flotille una missione addestrativa di navigazione di 300 mn, che simulava la rotta di arrivo e partenza tra Helgoland e l'Inghilterra. Nell'ottobre 1913 fu assegnato all'Accademia navale di Kiel, cedendo il comando dell'unità al capitano von Suchodoletz. Imbarcatosi poi sull'incrociatore leggero Cöln durante le festività natalizie partecipò alle manovre della Hochseeflotte. Allo scoppio della prima guerra mondiale  era comandante della flottiglia portuale di Helgoland.
Il 6 agosto 1914 assunse il comando dell'U 12, e l'11 novembre affondò al largo della città di Deal la cannoniera britannica Niger. Il 13 gennaio 1915 divenne comandante dello U 39, una moderna imbarcazione di tipo U 31 che era stata varata presso il cantiere navale Germaniawerft nel settembre dell'anno precedente. Karl Dönitz prestò servizio sotto il suo comando, come ufficiale di guardia, fino al dicembre 1917 e a bordo come timoniere ebbe anche il teologo e combattente della resistenza Martin Niemöller. Con lo U 39 effettuò 16 missioni di pattugliamento, durante le quali affondò 147 navi mercantili. Nel maggio 1916 bombardò con successo le strutture portuali di Portoferraio. Nell'agosto 1916 fu insignito dell'Ordine Pour le Mérite per i suoi servizi e nel novembre dello stesso anno fu insignito della Croce di Cavaliere dell'Ordine Reale di Hohenzollern e della Croce di Cavaliere dell'Ordine imperiale di Leopoldo con decorazione di guerra. Nel dicembre 1917 fu assegnato alla U-Boot Inspektion (UI) a Kiel, istituita nel marzo 1914 per proporre misure strutturali e modifiche ai sommergibili, nonché per controllarle e garantire che gli ufficiali degli U-Boot ricevessero in tempo di guerra la giusta formazione.  Nel gennaio 1918 divenne comandante della 3. U-Flottille a Wilhelmshaven, incarico che ricoprì anche dopo la fine delle ostilità fino a quando fu definitivamente congedato dalla Marina nel marzo 1919.
Ritornato alla vita civile iniziò a studiare economia e nel 1920 venne assunto all'August Thyssen-Hütte di Duisburg divenendo in poco tempo direttore dello stabilimento e capo degli affari sociali. Nel 1924 conseguì il dottorato sul problema degli alloggi per minatori e metallurgisti ad Hamborn. Tuttavia, prima che potesse dedicarsi completamente alla costruzione degli insediamenti, fu richiamato in servizio attivo nella Kriegsmarine.
Nell'agosto 1939 venne assegnato presso il comando per gli armamenti di Osnabrück. Fu impiegato lì come capo del Dipartimento della Marina fino al 16 aprile 1940, quando fu assegnato all'Oberkommando der Wehrmacht, dove prestò servizio come capo dell'Ufficio di collegamento di Copenaghen e fu incaricato di occupare la Danimarca (Weserübung Süd) come parte dell'Operazione Weserübung. Il 10 aprile sbarcò a Korsør nello stato maggiore del comandante delle forze di occupazione, il generale Röttger. Fino al maggio 1945 fu capo dell'ufficio di economia militare a Copenaghen. Durante questo periodo venne promosso più volte: il 15 aprile a Korvettenkapitän, il 7 aprile 1941 a Fregattenkapitän ed infine il 1 luglio 1942 a Kapitän zur See. Il 9 maggio 1945 fu fatto prigioniero dagli inglesi e internato nel campo di prigionia di Malente-Gremsmühlen.
Liberato il 3 agosto 1945, divenne nuovamente membro della Wohnstätten-Aktiengesellschaft. Negli anni successivi fu coinvolto in molti incarichi onorari, lavorò come vicepresidente dell'Associazione dei proprietari di case e durante questo periodo concepì l'idea di sostenere la costruzione di case private. Contribuì a garantire la costruzione di 120 insediamenti per piccoli gruppi e che offrissero spazio per un totale di 3.500 alloggi. Inoltre continuò a costruire 30 per giovani denominati Pestalozzidorf „Im Grund“. I suoi sforzi per le politiche abitative gli portarono il soprannome di "Siedlervater ". Il 9 marzo 1968 il Presidente della Repubblica Federale Heinrich Lübke gli conferì la Gran Croce al merito con la stella dell'Ordine al merito di Germania. Fu dottore honoris causa dell'Accademia tiberina (1968) e dell'Unione delle università del Mediterraneo (1972) a Roma.
A causa dei suoi numerosi servizi a Essen, all'area della Ruhr e alla costruzione di insediamenti minerari, due insediamenti a Dortmund-Kirchlinde presero il nome da Walter Forstmann (Walter-Forstmann-I e -II).
Si spense il 2 novembre 1973 a Essen-Bredeney, dove fu sepolto nel cimitero di Bredeney.

## Pubblicazioni
- U 39 auf Jagd im Mittelmeer, Ullstein-Kriegsbücher, Berlin, 1918.
- Auf Tauchstationen: Kriegsfahrten mit U 39, Dürr, Leipzig, 1933.
- Wohnkultur und Städtebau. Die gesellschaftspolitische Aufgabe der Weckung des Gemeinschaftsbewußtseins und ihre Bedeutung für Städtebau und Wohnkultur, Köln-Braunsfeld, 1962.

### Fonti
1. 1 2 3 4 5 6 7 8 9 10 11 12 13 14  U-Boat.
2. 1 2 3  Herzog, Schomaekers 1976, p. 53.
3. ↑  Rössler 1996, p. 71.
4. 1 2  Memoires de Guerre.
5. 1 2 3 4 5  Marine-Kabinett 1918, p. 30.
6. 1 2 3  Marine-Kabinett 1914, p. 137.